# Charles Alluaud
Pour les articles homonymes, voir Alluaud.
Charles Alluaud est un explorateur français, dernier grand voyageur naturaliste pour le Muséum national d'histoire naturelle à Paris  et un entomologiste français, né le 4 mai 1861 à Limoges (Haute-Vienne) et mort le 12 décembre 1949 à Crozant dans le département de la Creuse.

## Biographie

### Famille
La famille Alluaud dirige des fabriques de porcelaine depuis le XVIIIe siècle : son arrière-grand-père présidait la Manufacture royale de porcelaine de Limoges et son grand-père est François Alluaud (1778-1866), fabricant de porcelaine, également archéologue et géologue. Durant son enfance, Jean-Baptiste Camille Corot (1796-1875) apprend la peinture à Charles et à son frère Eugène. Charles part ensuite pour Paris compléter ses études, mais c'est un élève indiscipliné.
À vingt et un ans (1882), il épouse une amie d'enfance Jeanne Guillemot qui lui donnera rapidement (1883) un fils: Jean. Celui-ci se tuera accidentellement en 1897 (à 14 ans) en manipulant un révolver. Ce drame marquera définitivement le couple. Jusqu'à son décès (1928 ?) Jeanne accompagnera son mari dans tous ses voyages et s'occupera plus particulièrement de ses récoltes botaniques (herbier).
La mort de ses parents lui permet de devenir explorateur. De 1887 à 1930, il fait ainsi de très nombreux voyages dans les colonies africaines (actuelle Côte d'Ivoire, Madagascar, Kilimandjaro, Tunisie, Maroc, Soudan, Sahara, actuel Niger), les îles Canaries, les Seychelles et les Mascareignes.
Durant ses voyages, il réalise d’importantes collections d’insectes qu’il donne au laboratoire d'entomologie du Muséum national d'histoire naturelle. Maurice Régimbart en étudie certaines espèces. Alluaud est l’auteur de 165 publications entomologiques. Membre de la Société entomologique de France depuis 1885, il la préside en 1899 et en 1914. Il préside aussi la Société zoologique de France en 1909 et en devient le président d'honneur en 1926.

### Hommages

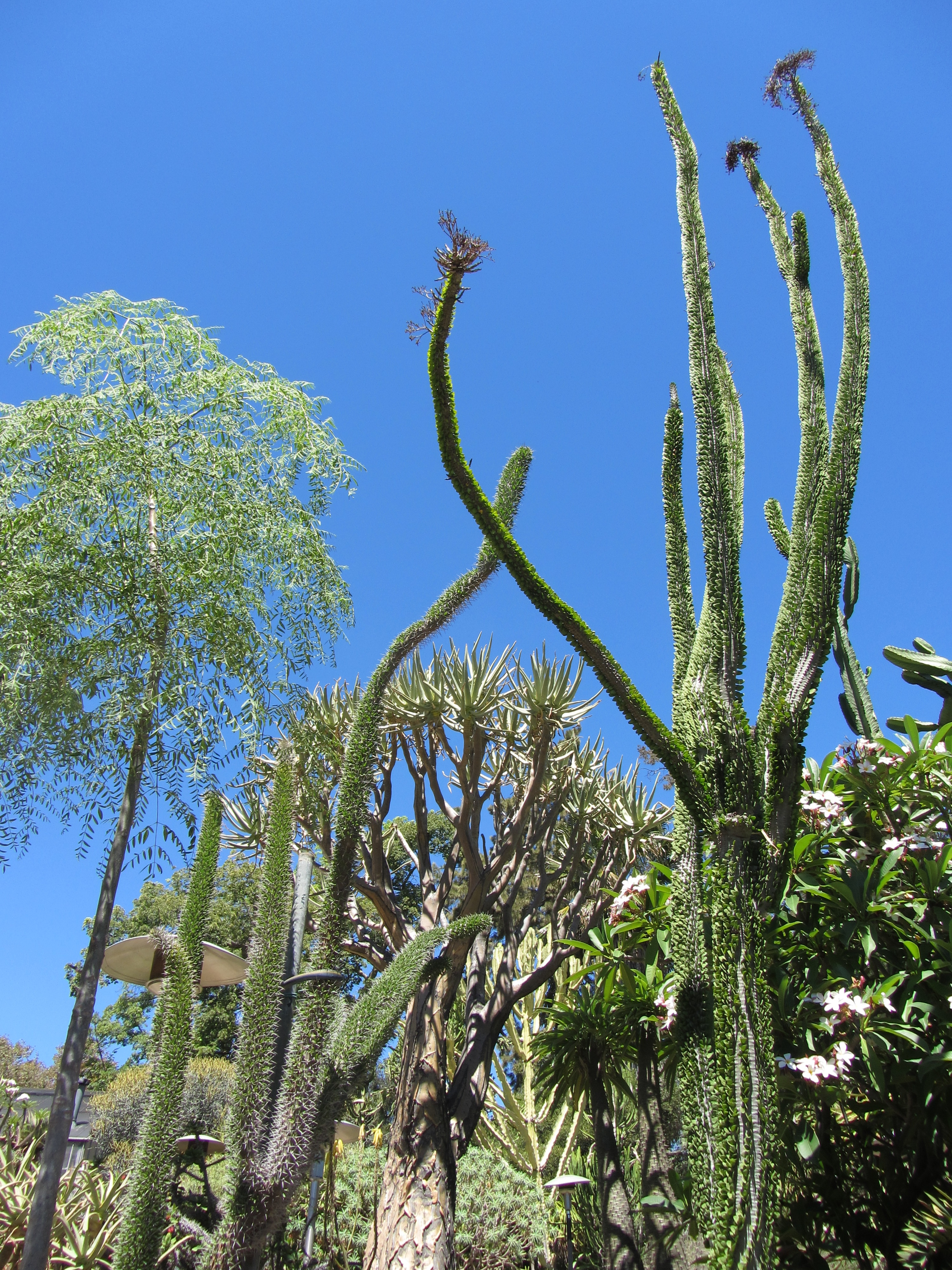
Alluaudia procera.

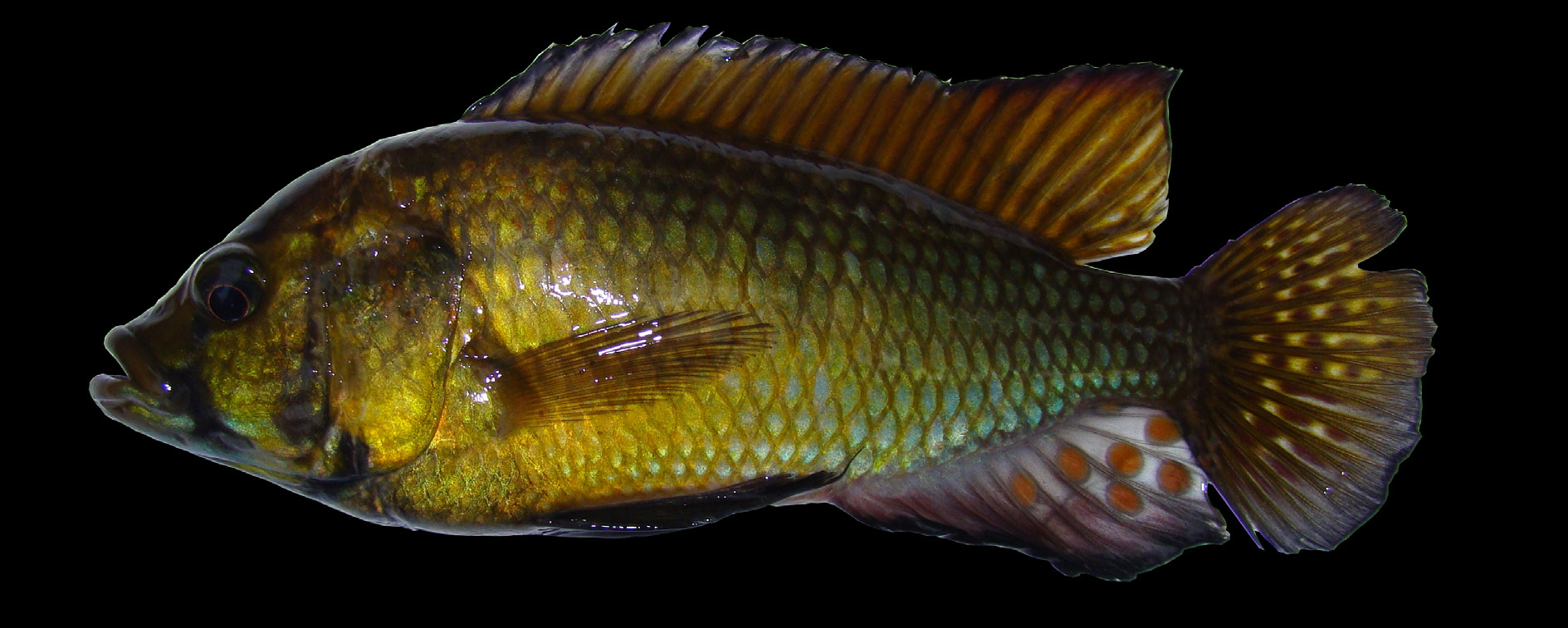
Astatoreochromis alluaudi LakeRweru-GB

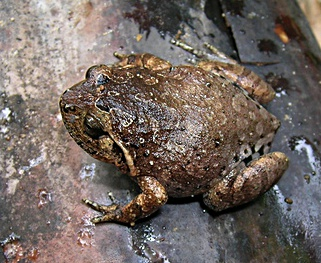
Rhombophryne alluaudi.

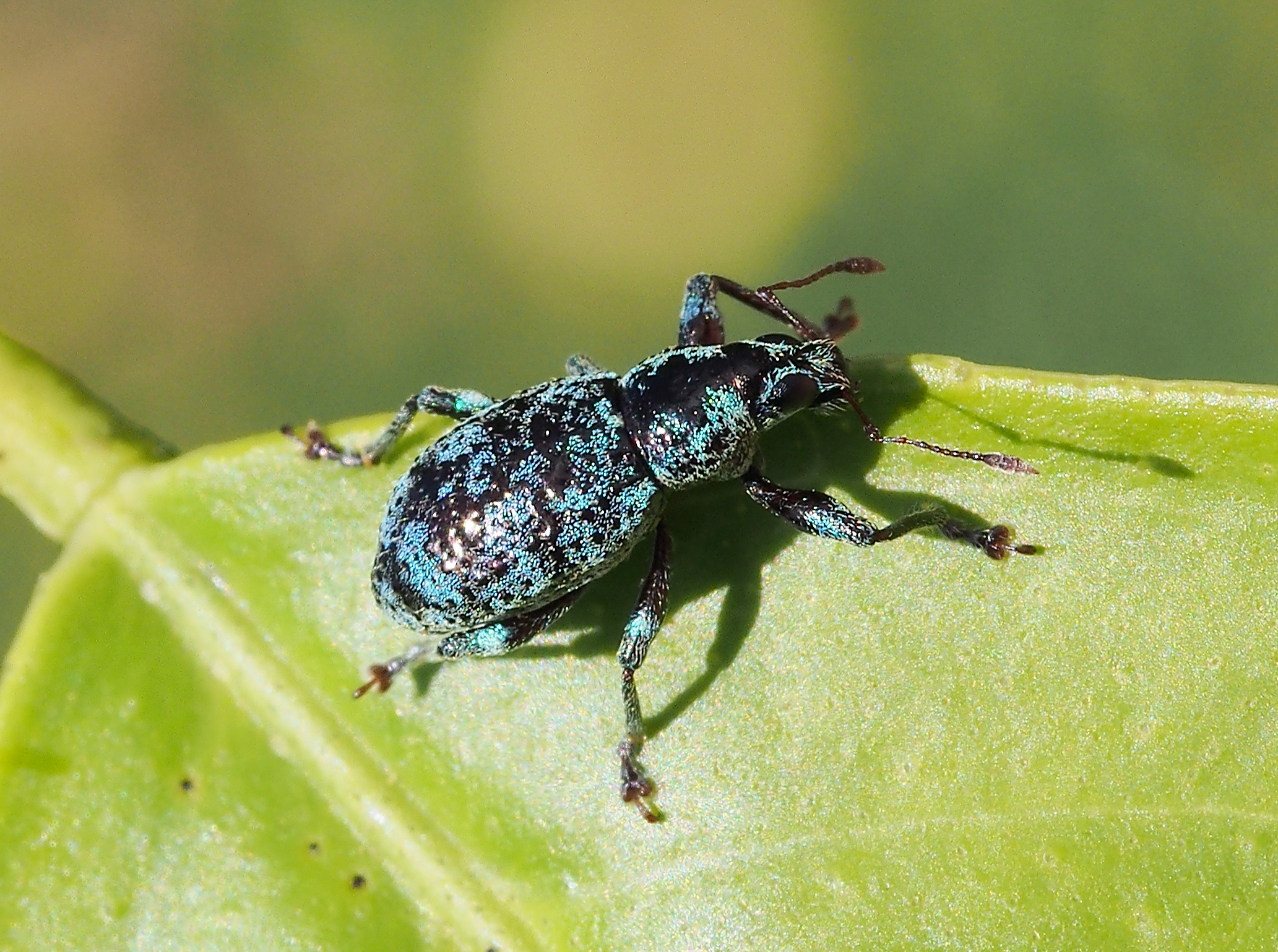
Photographie in vivo de Cratopopsis alluaudi Hustache, 1921 (forme bleue).

### Voyages et missions
De 1883 à 1938 Charles Alluaud fait 24 voyages en Afrique et dans les archipels de l'Atlantique ou ceux de l'océan Indien occidental. Presque toutes ses explorations semblent avoir été dirigées par l'intérêt qu'il portait à la compréhension des questions posées par la biogéographie.

### L'Atlantide
Premier contact lors de son "voyage de noces" en 1883 aux îles Canaries et à Madère. Il revient ensuite aux îles Canaries pour une mission de sept mois en 1889-1890. Installé, en famille, à Las Palmas (Grande Canarie), il parcourt l'île et visite successivement Lanzarote, Graciosa (île), Lobos et Fuerteventura. Il s'installe ensuite à Orotava (Tenerife) et visite les îles occidentales de La Palma, El Hierro et la Gomera. 1938: il a 77 ans. Il revient seul à Madère, s'installe à Funchal et rayonne dans toute l'île. Il explore aussi les îlots environnants: Cima, Baixo, Ferro et les îles Desertas. Ses récoltes entomologiques, les plus importantes après celles de Thomas Vernon Wollaston, ont considérablement enrichi nos connaissances sur la faune des îles Atlantiques  et lui ont montré que ces archipels pouvaient être les restes d'un continent disparu lié à l'Afrique.

### La Lémurie
1892, mission aux îles Séchelles (aujourd'hui îles Seychelles) -- 1893, escale de quatre jours à l'île de La Réunion et mission à Diego-Suarez (Madagascar) où il découvre la richesse faunistique des forêts de la Montagne d'Ambre -- 1897, les îles Mascareignes: après une escale à Tamatave, il débarque à La Réunion, s'installe à Saint-Denis et explore l'île jusque dans les hauts du cirque de Salazie. Il passe ensuite dans l'île Maurice qu'il parcourt en tous sens -- 1900-1901: le sud de Madagascar. À partir de Fort-Dauphin (aujourd'hui Tôlanaro), l'ancien port français de la Compagnie des Indes, il visite la côte sud-est de la Grande île, récolte des échantillons dans les forêts d'Isaka, du Sakavalana et dans les vallées du Tarasy et d'Ambolo. Il découvre le pays Androy et l'extraordinaire brousse de la région semi-désertique de l'extrême sud malgache.

### L'origine des faunes alpines équatoriales
Charles Alluaud fait trois grands voyages en Afrique orientale pour découvrir la faune des hauts sommets à neiges éternelles situés sous l'équateur. -- 1903-1904, le Kilimandjaro et la région du lac Victoria (ou Nyanza). Il explore les plaines Masaï, les montagnes de la Rift Valley, traverse le Serengeti (actuellement Parc national du Serengeti en Tanzanie) puis campe successivement à 3200 m dans les prairies alpines au pied du Kifinika et à 4800 m au bas du Kibo (un des sommets du Kilimandjaro). -- 1908-1909: Kilimandjaro et Ruwenzori. Il atteint l'abri sous roche de Bujongolo et le pied des glaciers à 4500 m d'altitude.-- 1911-1912: le mont Kenya et le Kilimandjaro. Cette mission en compagnie de René Jeannel fait l'objet d'une importante publication avec la parution de plus de 80 fascicules. Ces missions ont montré que le peuplement alpin des hautes montagnes d'Afrique orientale était constitué d'éléments ayant trois origines: un élément "alpin-tropical ou indigène", un élément "tempéré boréal" et un élément "tempéré austral".

### Autres voyages
1886, Assinie et côte occidentale de l'Afrique. -- 1898-1899, Tunisie et Tripolitaine. -- 1905-1906, Soudan égyptien. -- 1919-1924, Maroc (mission permanente). -- 1930-1931, Sahara, Niger et Côte d'Ivoire. -- 1932, le Rif espagnol. 1935-1936, la Tunisie.

## Notes et travaux

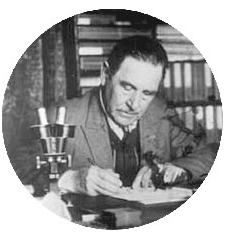
Charles Alluaud dans son cabinet de travail